# Kleurveranderende materialen
Photochromische en thermochromische materialen zijn stoffen die van kleur kunnen veranderen onder invloed van respectievelijk licht en warmte.

## Photochromische materialen
Photochromische materialen kunnen onder invloed van licht van kleur veranderen. Dit proces is omkeerbaar. Normaal gezien zijn deze materialen kleurloos in het donker. Indien zonlicht of ultraviolet licht op het materiaal valt, verandert de structuur van het materiaal, waardoor de kleurverandering plaatsvindt. Indien de lichtbron wordt verwijderd, keert het materiaal naar zijn oorspronkelijke kleur terug.
Veranderingen van een bepaalde kleur in een andere zijn mogelijk door photochromische materialen te combineren met basiskleuren. 
Photochromische materialen worden gebruikt in verven en inkten, en worden gemixt bij vorm- of gietmaterialen voor verschillende toepassingen.

## Thermochromische materialen
Thermochromische materialen veranderen omkeerbaar van kleur bij een verandering in temperatuur.
Ze kunnen gemaakt worden als halfgeleider, van vloeibare kristallen of metalen. De temperatuur waarbij de kleurverandering plaatsvindt kan veranderd worden door meer additieven toe te voegen.
Thermochromische materialen hebben dezelfde toepassingen als photochromische materialen, ook een kleurveranderend T-shirt behoort tot de mogelijkheden. Ook in speelgoed en in kookpannen worden thermochromische materialen gebruikt.